# Pseudexostoma yunnanensis
Pseudexostoma yunnanensis és una espècie de peix de la família dels sisòrids i de l'ordre dels siluriformes.

## Morfologia
- Els mascles poden assolir 11,1 cm de longitud total.[5][6]

## Hàbitat
És un peix d'aigua dolça i de clima temperat.

## Distribució geogràfica
Es troba a Àsia: riu Dayinjiang (conca del riu Irrawaddy, la Xina).